# Чечевиця (рід птахів)
Чечевиця (Carpodacus) — рід горобцеподібних птахів родини в'юркових (Fringillidae). Представники цього роду мешкають в Євразії, їх найбільше різноманіття спостерігається в Гімалаях і Китаї. В Україні мешкає один вид — чечевиця євразійська, ще два види (чечевиця велика і чечевиця сибірська) спостерігалися на території України.

## Опис
Чечевиці — птахи дрібного і середнього розміру, середня довжина яких становить 12,5-20, а вага 16-51 г. Вони мають кремезну будову тіла, великі голови, відносно довгі крила, коротші, дещо роздвоєні ка кінці хвости і великі, конічної форми, тупі дзьоби, пристосовані до розколювання твердих насінин. Чечевицям притаманний яскраво виражений статевий диморфізм. У самців під час сезону розмноження частини оперення мають яскраве червоне, рожеве або малинове забарвлення. Самиці і молоді птахи мають непримітне, сірувате або коричневе забарвлення, нижня частина тіла у них світліша, поцяткована темними смугами. Спів мелодійсний, складається з серії посвистів.

## Таксономія
У 2012 році Цуккон та його колеги опублікували результати ґрунтовного молекулярно-філогенетичного аналізу родини в'юркових. Опираючись як на свої власні дослідження, так і на дослідження, опубліковані раніше, вони запропонували ряд таксономічних змін. Зокрема, вони відкрили, що три північноамериканські види чечевиць (рожевоволі, кармінові і садові чечевиці) формують окрему кладу, що не є тісно спорідноною з палеарктичними чечевицями. Науковці запропонували перевести ці три види до окремого роду Haemorhous. Ця пропозиція була підтримана Міжнародною спілкою орнітологів і Американським орнітологічним товариством. Крім того, Цуккрон разом з колегами відкрили, що євразійська чечевиця випадає з основною клади чечевиць і є сестринським видом по відношенню до вогнистого смеречника, якого тоді виділяли у монотиповий рід Haematospiza. Вони рекомендували перемістити євразійську чечевицю у відновлений рід Erythrina. Британське орнітологічне товариство підтримало цю пропозицію, однак Міжнародна спілка орнітологів натомість віддала перевагу включити вогнистого смеречника в рід Carpodacus. Крім того, до роду Чечевиця (Carpodacus) було переведено вимерлу бонінську чечевицю, яку раніше відносили до монотипового роду Chaunoproctus, а також урагуса, якого раніше відносили до монотипового роду 'Uragus.
Також за результатами дослідження 2012 року виявилося, що китайські і тонкодзьобі чечевиці, яких раніше відносили до роду Carpodacus, не є близькоспорідненими з іншими чечевицями. Вони були переведені до монотипових родів Agraphospiza і Procarduelis відповідно.
Тибетського катуньчика раніше відносили до роду Катуньчик (Leucosticte), однак філогенетичний аналіз з використанням послідовностей мітохондріальної ДНК, опублікований у 2016 році показав, що цей вид є споріднений з чечевицями. За результатами дослідження він був переведений до роду Carpodacus.
Молекулярно-генетичні дослідження показали, що мамоєві (Drepanidinae) є тісно спорідненими з чечевицями. Останній спільний предок цих двох груп жив, за різними оцінками, 7,24 мільйонів років тому або 15,71 мільйонів років тому.
Генетичне дослідження показало, що гірська чечевиця (Urocynchramus pylzowi) насправді не є чечевицею і навіть не належить до родини в'юркових, а становить монотипову родину Urocynchramidae.

## Види
Виділяють 28 видів, включно з одним вимерлим:
- Чечевиця євразійська (Carpodacus erythrinus)
- Смеречник вогнистий (Carpodacus sipahi)
- †Чечевиця бонінська (Carpodacus ferreorostris)[11]
- Чечевиця високогірна (Carpodacus rubicilloides)
- Чечевиця велика (Carpodacus rubicilla)
- Чечевиця афганська (Carpodacus grandis)[12]
- Чечевиця арчева (Carpodacus rhodochlamys)
- Чечевиця гімалайська (Carpodacus pulcherrimus)
- Чечевиця чагарникова (Carpodacus davidianus)[13]
- Чечевиця рожевогуза (Carpodacus waltoni)[14]
- Чечевиця червоноброва (Carpodacus rodochroa)
- Чечевиця рожевогорла (Carpodacus edwardsii)
- Чечевиця рубінова (Carpodacus rodopeplus)
- Чечевиця широкоброва (Carpodacus verreauxii)[15]
- Чечевиця вишнева (Carpodacus vinaceus)
- Чечевиця тайванська (Carpodacus formosanus)[16]
- Чечевиця бліда (Carpodacus synoicus)
- Чечевиця синьцзянська (Carpodacus stoliczkae)[17]
- Чечевиця тибетська (Carpodacus roborowskii)
- Катуньчик тибетський (Carpodacus sillemi)
- Урагус (Carpodacus sibiricus)
- Carpodacus lepidus[18]
- Чечевиця сибірська (Carpodacus roseus)
- Чечевиця темнощока (Carpodacus trifasciatus)
- Чечевиця білоброва (Carpodacus thura)
- Чечевиця білолоба (Carpodacus dubius)[19]
- Чечевиця червоногорла (Carpodacus puniceus)
- Смеречник гімалайський (Carpodacus subhimachalus)

## Етимологія
Наукова назва роду Carpodacus походить від сполучення слів дав.-гр. καρπος — плід і δακος — той, хто кусає..